# Антоніо Сант-Елія
Анто́ніо Сант-Е́лія (італ. Antonio Sant'Elia 30 квітня, 1888, Комо — 10 жовтня, 1916, Монфальконе) — італійський архітектор початку 20 ст.

## Життєпис
Народився в місті Комо. 1906 року закінчив школу мистецтв і ремесел. Того ж року перебрався в місто Мілан, де три роки навчався в Художній академії Брера. В академії познайомився із Карло Карра, Маріо Кьяттоне, Леонардо дюбревільє.
1912 року склав іспити й отримав ліцензію професора архітектурного проєктування, що надало йому права бути викладачем в місті Болонья. 1912 року також встиг вибудувати віллу Елізіум в Брунате (Комо). 1913 року працює в Болоньї викладачем архітектурного проєктування. Того ж року разом зі своїм приятелем Маріо Кьяттоне відкрив у Мілані архітектурне бюро. 1914 року був запрошений Карло Карра та Умберто Боччоне до участі в художньому напрямку футуризм.
У період 1912-1914 років під впливом могутнього піднесення інженерної думки, урбанізму, міської й промислової архітектури у Сполучених Штатах створив власну серію проєктів і архітектурних малюнків під назвою «Нове місто». Схожі тенденції мали й твори австрійських митців Отто Вагнера та Йосипа Марії Ольбріха.
Серія архітектурних проєктів і малюнків Сант-Елії була репрезентована на єдиній виставці товариства «Нові тенденції». До виставки «Нові тенденції» встигли надрукувати каталог.

## Маніфест футуризму
1914 року був оприлюднений «Маніфест футуризму» Філіппо Томмазо Марінетті, котрий був певною мірою створений Антоніо Сант-Елією, а його настанови були викладені ще у каталозі до виставки. Він пропонував свій варіант пафосного промислового експресіонізму. Це були цілі комплекси споруд, пов'язані разом новими шляхами й новими комунікаціями на різних рівнях терасами, мостами, віадуками.

## Волонтером на війну і смерть
Антоніо Сант-Елія мав соціалістичні політичні уподобання. Але належав до покоління, що не знало війни в Італії й вважало, що нещастя, тюрми і смерть — це не для них, а для інших. Він покинув архітектурну творчість і пішов 1915 року волонтером в італійську армію, був зарахований у Ломбардський батальйон волонтерів велосипедистів і автомобілістів. Мав звання молодшого лейтенанта. Перебував на фронті в Альпах біля міста Віченца. У липні 1916 року за військові операції отримав срібну нагороду за військову хоробрість.
Був убитий 10 жовтня 1916 року в бою під Монфальконе. Похований разом з іншими на військовому цвинтарі загиблих бригади «Ареццо». Пізніше його перепоховали у місті Комо.
Більшість його архітектурних проєктів не була здійснена. Але його проєкти, збережені в Комо, помітно вплинули на архітектурне проєктування декількох різних архітекторів. Проєкти Сант-Елії вплинули також на декорації кінострічки «Метрополіс» 1927 року (кінорежисер — Фріц Ланг).

## Галерея архітектурних проєктів

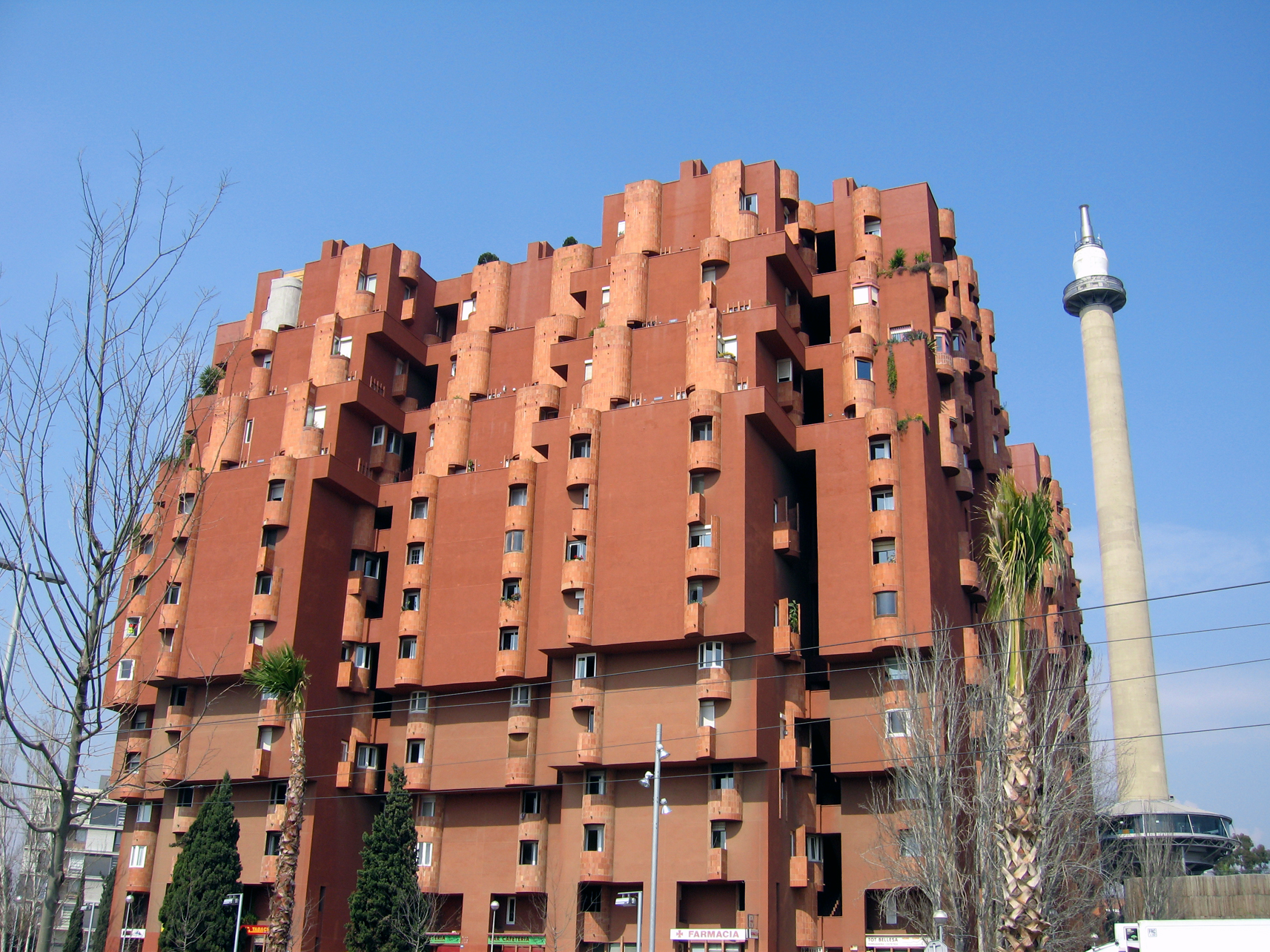
Арх. Рікардо Бофілл. Житловий будинок «Волден-7», Сан-Жуст-Десверн, місто Барселона.

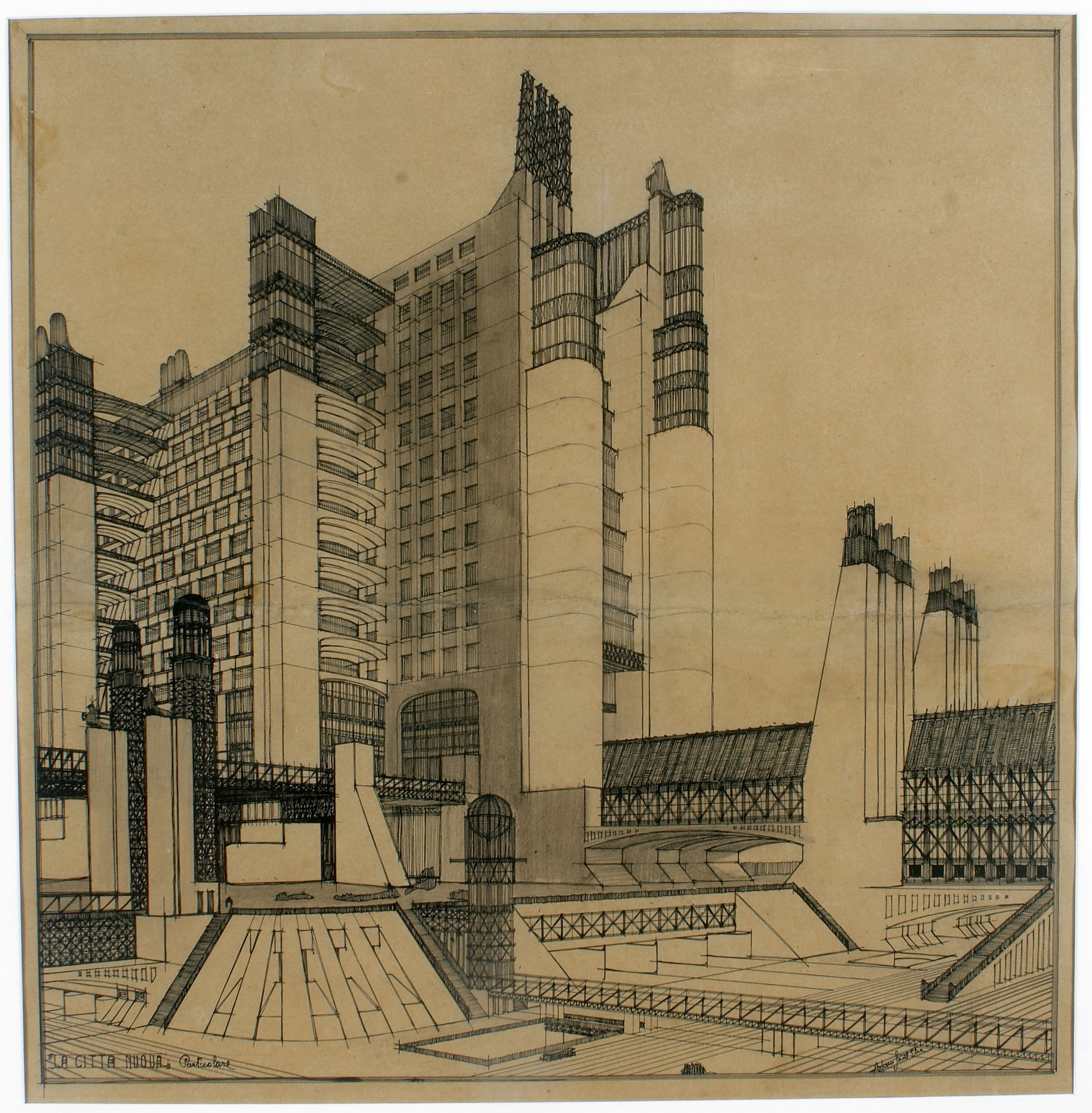
Антоніо Сант-Елія. «Будинок із зовнішніми ліфтами», проект 1914 р.
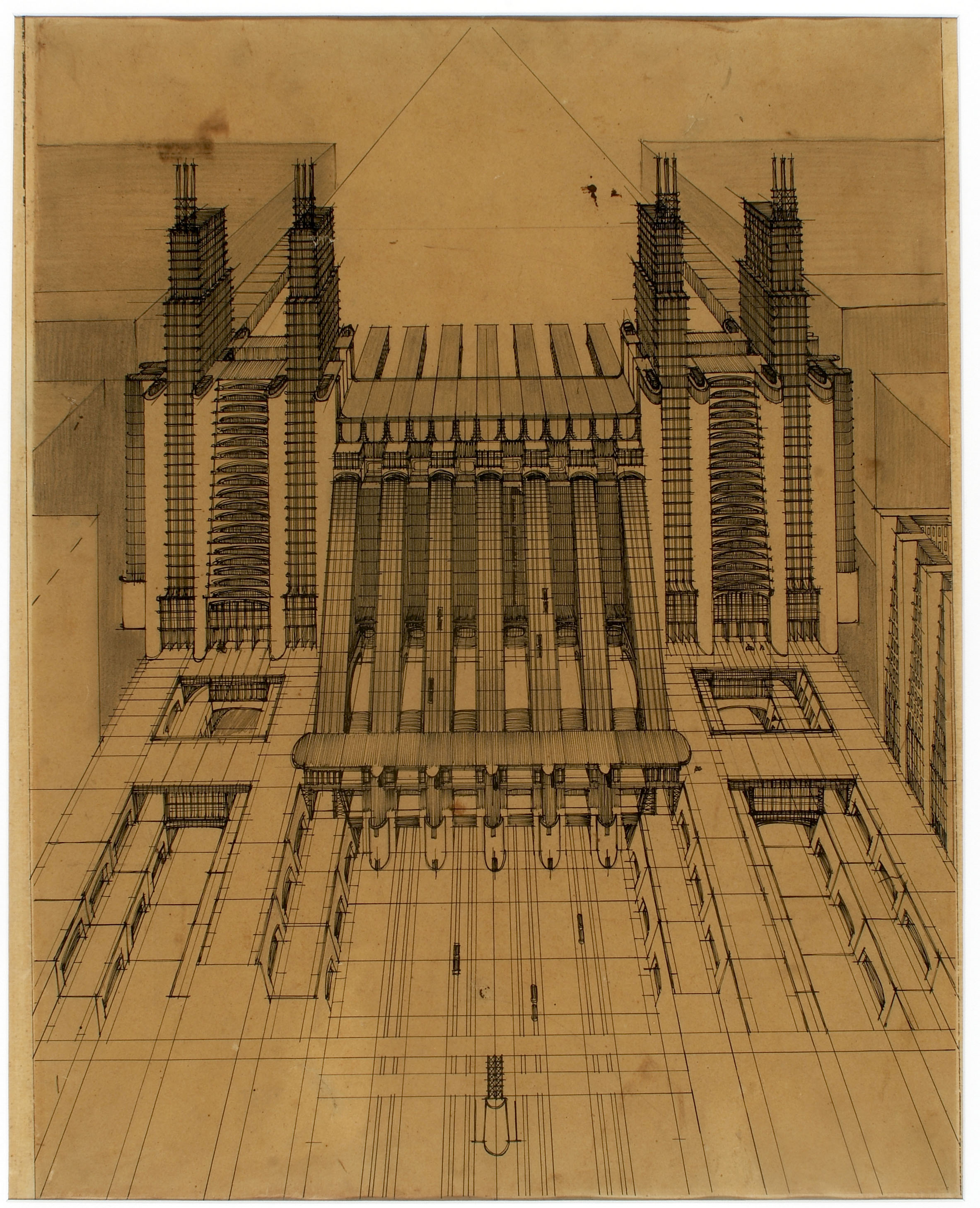
Антоніо Сант-Елія. «Вокзал для трьох різновидів транспорту», проект 1914 р.
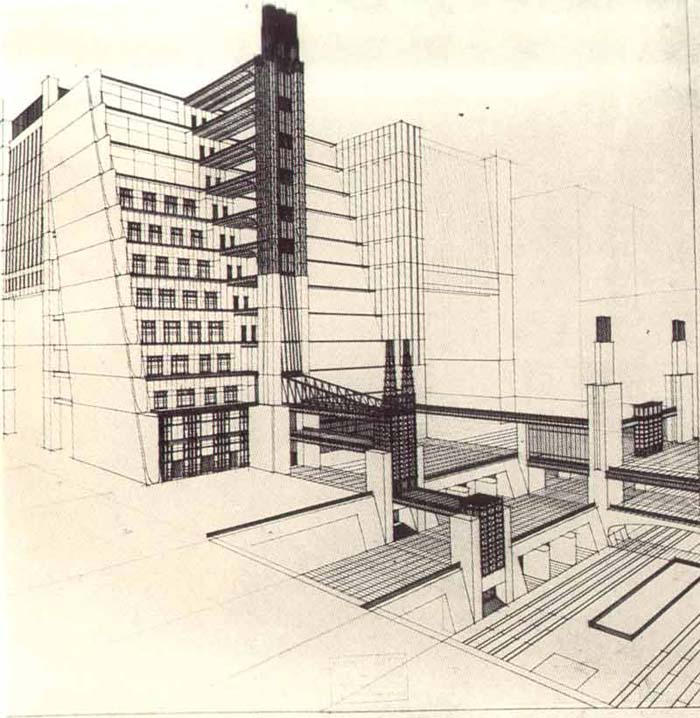
Антоніо Сант-Елія. Житлові будинки, пов'язані чотирма різними магістралями
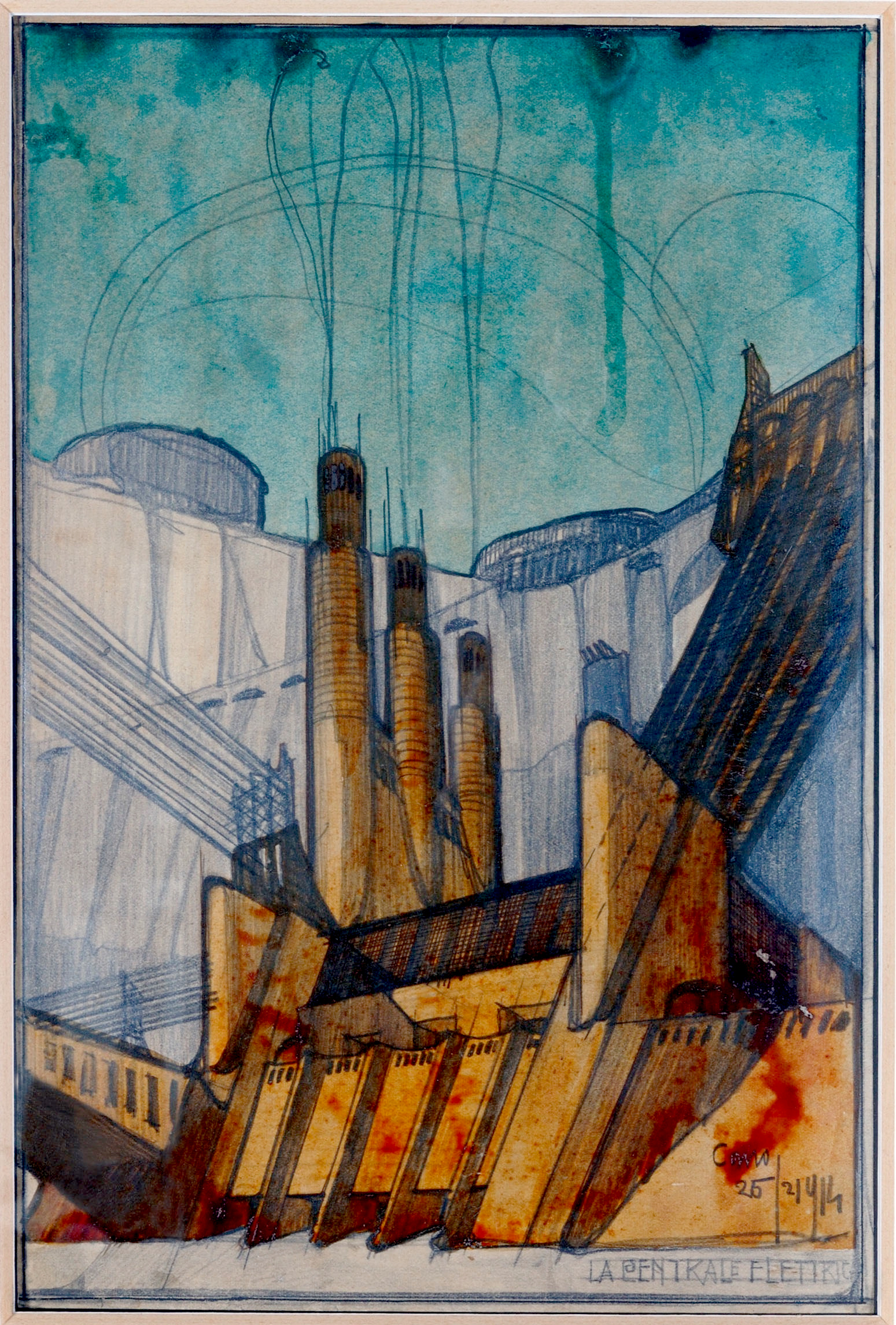
Антоніо Сант-Елія. «Центральна електростанція», малюнок 1914 р.